# Oskar Potiorek
Oskar Potiorek, född den 20 november 1853 i Bleiberg, Kärnten, Österrike död den 17 december 1933 i Klagenfurt, Österrike, var en österrikisk härförare.
Potiorek inträdde tidigt i krigstjänst och blev 1871 löjtnant vid ingenjörkåren, inkallades 1877 i generalstaben, där han gjorde en snabb karriär. År 1892 blev han överste och chef för operationsbyråerna, 1898 generalmajor och brigadchef, 1902 ställföreträdande chef för generalstaben, 1907 chef för III:e armékåren, 1908 "Feldzeugmeister", 1910 arméinspektör i Sarajevo och 1911 chef för regeringen i Bosnien och Hercegovina, där han efterträdde general Marijan Varešanin von Varesch vilken avgått efter att ha blivit utsatt för ett mordförsök av en anarkist. Potiorek svävade själv flera gånger i samma fara i och med att hans i många ögon hänsynslösa sätt att regera hade gjort honom till måltavla för ett flertal ungdomssammansvärjningar, vilket han dock var fullkomligt ovetande om. Han var en av passagerarna i ärkehertig Franz Ferdinands bil då denne sköts av studenten Gavrilo Princip den 28 juni 1914. Attentatorn siktade även på Potiorek, men träffade hertiginnan Sofia av Hohenberg istället.

I augusti 1914 blev han överbefälhavare för "Balkanstridskrafterna" (5:e och 6:e arméerna), vann under andra offensiven mot Serbien först betydelsefulla framgångar, men blev slutligen i slaget vid Kolubara i grund slagen och tvungen att utrymma landet, varpå han entledigades som arméchef, officiellt av hälsoskäl. År 1915 avgick han ur aktiv tjänst.